# Turicato
Turicato est une commune de l'État de Michoacán qui compte 30 000 habitants, située dans la Tierra Caliente.